# Ponto Sindel

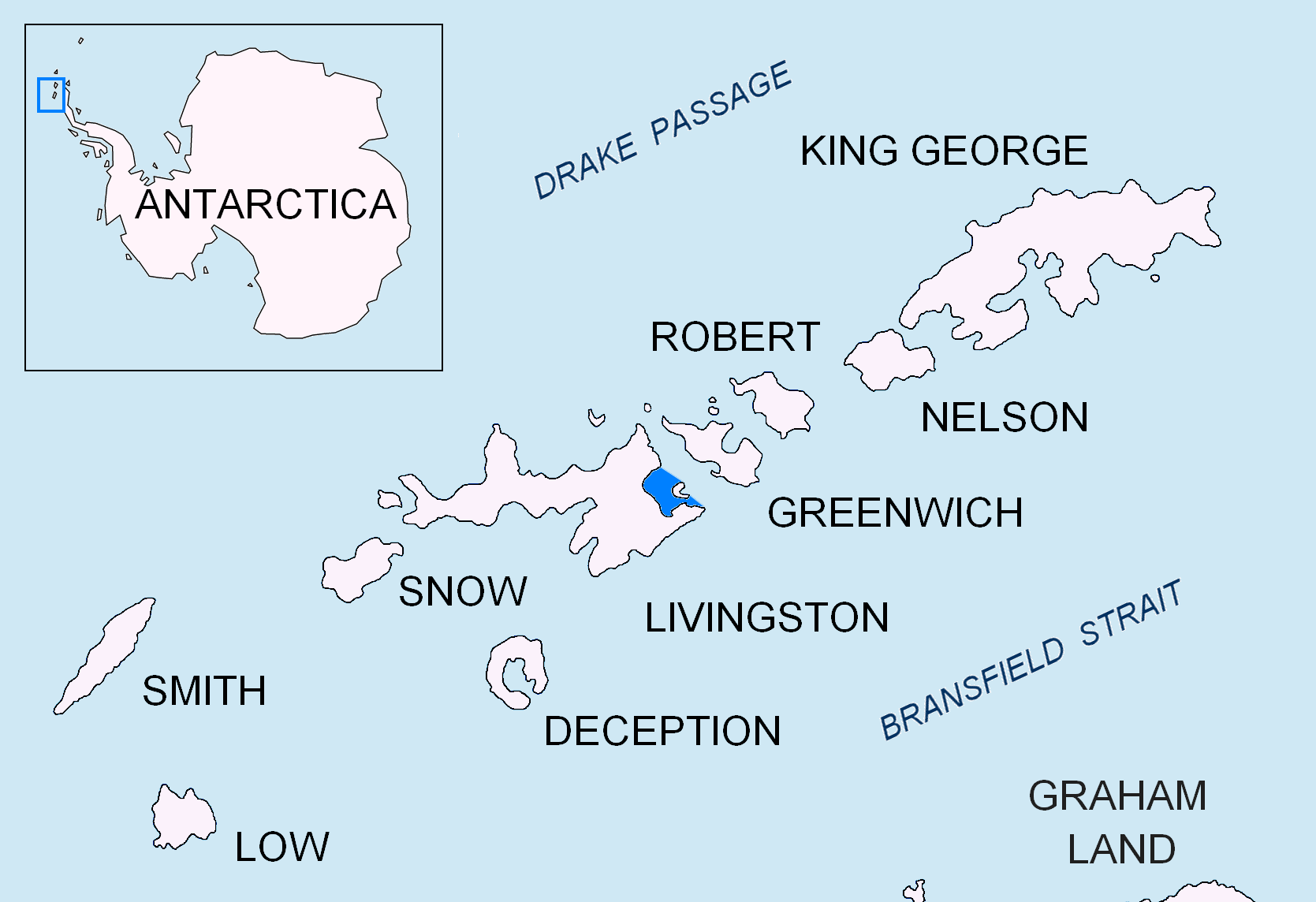
Localização de Moon Bay, Ilha Livingston, nas Ilhas Shetland do Sul.

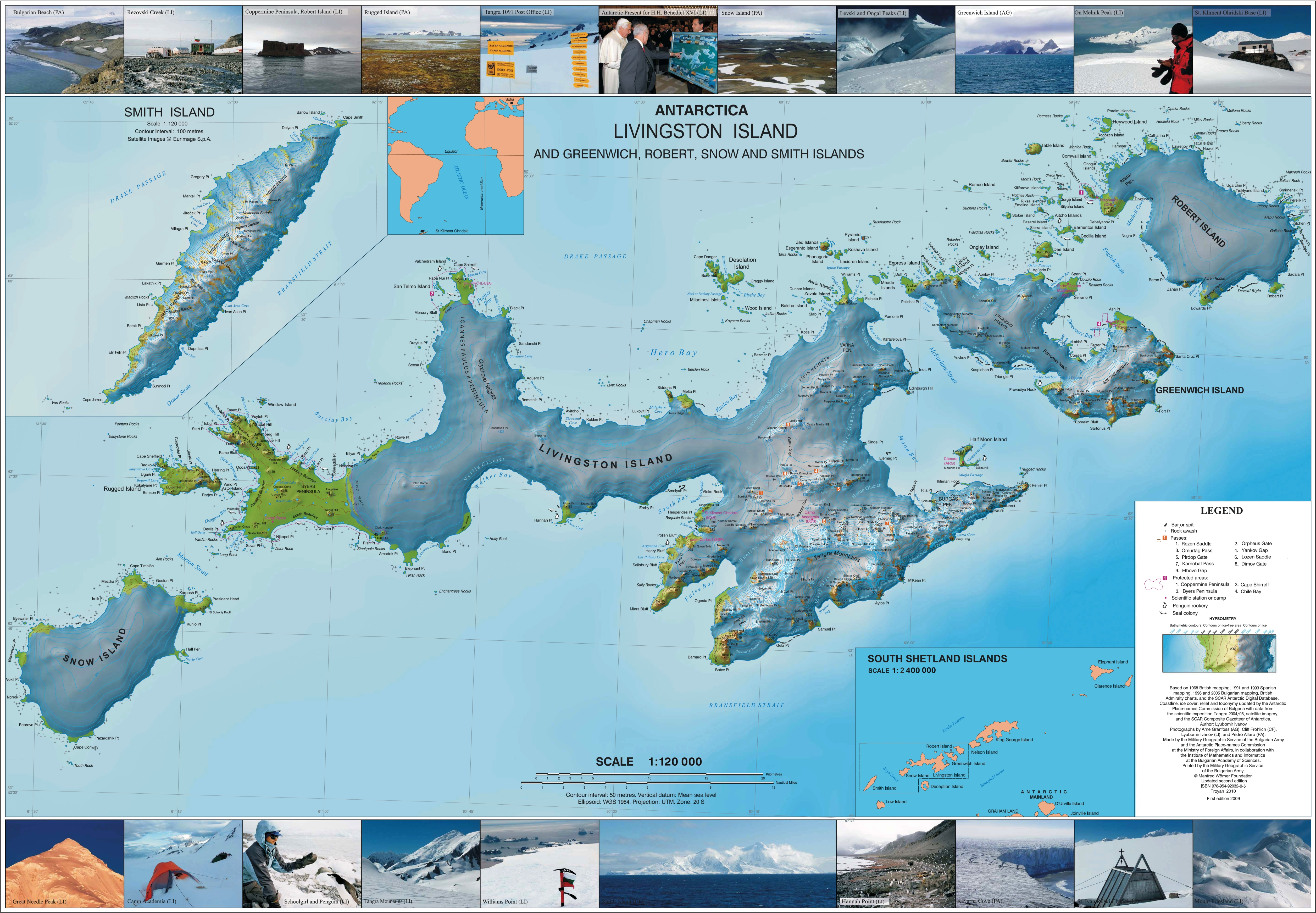
Mapa topográfico das Ilhas Livingston, Greenwich, Robert, Snow e Smith.

Sindel Point ( em búlgaro:  нос Синдел    , 'Nos Sindel' \ 'nos' sin-del \) é um ponto baixo e sem gelo na costa leste da ilha de Livinston, nas Ilhas chetland do Sul. 
O ponto é nomeado após o assentamento de Sindel, no nordeste da Bulgária . 

## Localização
Ponto sindel está localizado no 62° 35′ 01″ S, 60° 05′ 06″ O

## Mapa
LL Ivanov. Antártica: Ilhas Livingston e Greenwich, Robert, Snow e Smith. Escala 1: 120000 mapa topográfico. Troyan: Fundação Manfred Wörner, 2009.      